# قربة ناصر

تعديل مصدري - تعديل

قربة ناصر هي إحدى قرى عزلة القارة بمديرية رصد التابعة لمحافظة أبين، بلغ تعداد سكانها 436 نسمة حسب تعداد اليمن لعام 2004.